# Khemā
Khema (in pali: Khemā; in sanscrito: Kṣemā; Sagala, ... – V secolo a.C.) è stata una delle due principali discepole del Buddha, insieme a Uppalavaṇṇā.
Khema nacque nella famiglia reale dell'antico regno di Madra ed era la moglie del re Bimbisara dell'antico regno indiano di Magadha. Khema fu convinta a far visita al Buddha dal marito, il quale assunse dei poeti per decantarle la bellezza del monastero in cui si trovava. Raggiunse da laica l'illuminazione mentre ascoltava uno dei sermoni del Buddha, considerata un'impresa rara nei testi buddisti. Dopo il suo conseguimento, Khema entrò nella vita monastica sotto l'egida del Buddha come bhikkhuni, ovvero monaca. Secondo la tradizione buddista, il Buddha la dichiarò la sua discepola più eminente in quanto a saggezza. La sua controparte maschile era Sariputta.

## Biografia

### Primi anni di vita e matrimonio
Secondo la tradizione buddista, Khema nacque nella città di Sagala come figlia del re del regno di Madra. Il suo nome significa «sicurezza» ed è talvolta usato come sinonimo di Nirvana. Khema è stata descritta come incredibilmente bella e con una radiosa carnagione dorata. Quando raggiunse la maggiore età, sposò il re Bimbisara del regno di Magadha e divenne una delle sue principali consorti reali.

### Incontro con il Buddha
In qualità di principale consorte del re, Khema sviluppò un forte attaccamento alla propria bellezza e divenne molto vanitosa. Essendo egli stesso un devoto buddista, il re Bimbisara tentò più volte di convincere sua moglie a far visita al Buddha, ma Khema rifiutava sempre. Khema aveva un forte attaccamento al proprio aspetto e sapeva che il Buddha trovava vacua la bellezza fisica. Sapendo che Khema amava le cose belle, il re Bimbisara assunse dei poeti per recitare davanti a lei poesie che descrivevano la bellezza del monastero in cui si trovava il Buddha per invogliarla a visitarlo. Sentendo parlare della bellezza del monastero, Khema si incuriosì e andò a visitare il monastero. Per assicurarsi che Khema incontrasse il Buddha, il re Bimbisara ordinò alle guardie che l'accompagnavano di scortare la regina dal Buddha.
Mentre Khema stava compiendo un giro del monastero e si stava avvicinando alla camera in cui soggiornava il Buddha, quest'ultimo lesse la sua mente e usò i suoi poteri psichici per palesare l'immagine di una donna, ancora più bella di lei, che lo sventagliava. Stordita dalla bellissima donna, Khema dedusse di essere malinformata sul disprezzo per la bellezza da parte del Buddha. Il Buddha invecchiò davanti ai suoi occhi l'immagine della donna fino all'apparente morte. Assistendo al decadimento della bellezza dell'immagine, Khema capì che le sarebbe toccata la stessa sorte. Quindi il Buddha le fece un sermone sull'impermanenza della bellezza, finché lei raggiunse il livello di illuminazione noto come sotāpanna, l'ingresso nella corrente. Il Buddha continuò a predicare sui problemi dell'attaccamento ai desideri mondani finché lei non raggiunse lo stato di arahant. Così si unì alla comunità monastica del Buddha e divenne una bhikkhunī. In alcune fonti, come l'Apadāna, lei raggiunse l'ingresso nella corrente e divenne arhat sette mesi dopo aver preso i voti monastici. L'autrice buddista Susan Murcott sottolinea come la storia dell'illuminazione di Khema è un raro caso di una laica che la raggiunge prima di diventare monaca.

### Capo discepola
I testi buddisti affermano che Khema, dopo essere diventata una bhikkhuni, divenne nota per la sua saggezza. Secondo il Khema Sutta, predicò notoriamente al re Pasenadi sulla questione dell'esistenza del Buddha dopo la morte, spiegando che il Buddha è insondabile e che definirlo come esistente o non esistente dopo la morte è impossibile. Il re Pasenadi in seguito pose le stesse domande allo stesso Buddha che, con stupore del re, rispose allo stesso modo di Khema. Khema convertì la sua amica Vijayā, portandola a diventare anche lei una monaca,  e più tardi un'arahant. Ad un certo punto, dopo la sua ordinazione, il demone Mara tentò di allontanare Khema dalla vita monastica. Mara assunse le sembianze di un giovane e cercò di sedurla, ma in un drastico cambiamento rispetto alla sua precedente mentalità, Khema espresse il suo disgusto per il corpo umano e spiegò come fosse giunta oltre ogni attaccamento ai sensi.
Il Buddha designò Khema la discepola più eminente in saggezza (in pali: etadaggaṁ mahāpaññānaṁ). Il Buddha la lodò anche per le sue capacità di insegnamento e di leadership, dichiarando Khema e Uppalavaṇṇā le sue principali discepole che le altre monache avrebbero dovuto assumere come modello. Uppalavanna e Khema condividono il titolo di discepoli principali con le loro controparti maschili, Maha Moggallana e Sariputta.

## Vite precedenti
Nel credo buddista, quando un Buddha pienamente illuminato si manifesta nel mondo, ha sempre una serie di discepoli principali. Per l'allora Buddha, Gautama, i suoi principali discepoli maschi erano Sariputta e Moggallana, mentre le sue principali discepole erano Khema e Uppalavaṇṇā.
Secondo i commentari theravada, in una vita precedente Khema nacque come donna al tempo del Buddha Padumattara e incontrò il suo principale discepolo maschio, eminente in saggezza. La donna fece poi un'offerta al monaco e fece una risoluzione per avere una saggezza come la sua sotto l'ala di un futuro Buddha. Ānandajoti Bhikkhu nota che questa storia del commentario si distingue rispetto alle storie di altre monache perché lei esprime il suo desiderio dopo aver visto un capo discepolo maschio piuttosto che un capo discepolo donna. Tuttavia, nei testi apadāna si narra che la donna abbia preso la sua risoluzione dopo aver visto il buddha Padumattara nominare una monaca come sua principale discepola. Questo desiderio si sarebbe avverato al tempo di Gautama Buddha, quando sarebbe rinata come Khema.
È anche associata a diverse figure in una varietà di racconti e storie jataka ambientati al tempo dei precedenti Buddha, dove le sue precedenti esistenze sono spesso descritte come gentili e sagge. In un racconto jataka, è persino la moglie del bodhisattva che sarebbe diventato Gautama Buddha, un ruolo che nei racconti jataka è raro per figure diverse da Yasodhara.

## Impatto culturale
Khema è considerata un'eminente discepola del Buddha, che ricopre la stessa posizione tra le monache al pari di Sariputta tra i monaci. La studiosa di sanscrito e pali Gisela Krey osserva che Khema ha superato spiritualmente il marito, il re Bimbisara, che non è andato oltre lo stadio dell'ingresso nella corrente. Secondo lo studioso tedesco di pali Hellmuth Hecker, il conseguimento insolitamente rapido della condizione di arahant di Khema non è stato casuale, ma è stato qualcosa che ha guadagnato dal grande merito che ha accumulato in numerose vite, come descritto nei jataka. L'antropologo Ranjini Obeyesekere osserva che delle due coppie di discepoli principali del Buddha, ciascuna coppia aveva un discepolo di pelle scura (Maha Moggallana e Uppalavaṇṇā) e un discepolo di pelle chiara (Sariputta e Khema); Obeyesekere sostiene che questo abbinamento ha lo scopo di simboleggiare l'inclusività degli insegnamenti del Buddha, per cui il dhamma è destinato a persone di tutte le etnie e tutte le classi.
Murcott sostiene che il dialogo di Khema con un re potente come il re Pasenadi nel Khema Sutta mostra quanto fosse rispettata, dato che la società all'epoca nemmeno permetteva alle monache di insegnare ai monaci maschi. Krey sostiene un'argomentazione simile, affermando che tra gli scenari che coinvolgono donne nei testi buddisti, lo scenario in cui una donna insegna a un uomo è il più raro. Nel Khema Sutta, il servitore del re Pasenadi parla dei resoconti che si diffondono sulla grande saggezza di Khema e lo stesso re Pasenadi riconosce la superiorità di Khema nei suoi confronti rendendola degna di rispetto. Krey sostiene che la padronanza del dhamma da parte di Khema come mostrato nell'insegnamento del Khema Sutta, così come il riconoscimento della sua saggezza da parte di figure contemporanee, fornisce la prova che le donne potrebbero raggiungere lo stesso livello di sviluppo spirituale degli uomini.